# Antonio di Rudinì
Antonio Starabba di Rudinì (n. 16 aprilie 1839, Palermo, Regatul celor Două Sicilii – d. 7 august 1908, Roma, Regatul Italiei) a fost un politician italian.